# Psorophora pruinosa
Psorophora pruinosa är en tvåvingeart som beskrevs av Friedrich Wilhelm Martini 1935. Psorophora pruinosa ingår i släktet Psorophora och familjen stickmyggor. Inga underarter finns listade i Catalogue of Life.